# Kartaly-Aïat
Le Kartaly-Aïat (en russe : Карталы-Аят) est une rivière qui coule en Russie dans l'oblast de Tcheliabinsk. C'est un affluent gauche de la rivière Aïat, donc un sous-affluent de l'Ob par l'Aïat, puis par la Tobol et enfin par l'Irtych.

## Géographie
Le Kartaly-Aïat naît en Russie sur le piémont sud-est des monts Oural. Il coule globalement d'ouest en est. Il baigne la ville de Kartaly qui lui doit son nom. Il se jette dans l'Ouï face à la frontière avec le Kazakhstan. 
Le bassin versant de la rivière s'étend sur un peu plus de 800 kilomètres carrés.
Peu abondant et très irrégulier, son module se monte à 0,54 mètre cube par seconde au niveau de la ville de Kartaly. 

## Villes traversées
- Le Kartaly-Aïat traverse des régions arides et peu peuplées. Il baigne cependant la ville assez importante de Kartaly, peuplée de près de 30 000 habitants.

## Hydrométrie - Les débits à Kartaly
Le débit du Kartaly-Aïat a été observé pendant 27 ans (entre 1938 et 1989) à Kartaly, ville moyenne située à 113 kilomètres de son confluent avec l'Aïat, et à une altitude de 287 mètres. 
Le débit inter annuel moyen ou module observé à Kartaly durant cette période était de 0,54 m3/s pour une surface de drainage prise en compte de 632 km2, soit près de 80 % du bassin versant total de la rivière.
La lame d'eau écoulée dans cette partie du bassin - de loin la plus importante du point de vue de l'écoulement - atteint ainsi le chiffre de 27 millimètres par an, ce qui peut être considéré comme très médiocre, mais correspond aux mesures effectuées sur d'autres cours d'eau de cette région aride située non loin du Kazakhstan. 
Rivière alimentée en grande partie par la fonte des neiges, mais aussi par des pluies estivales et automnales, le Kartaly-Aïat est un cours d'eau de régime nivo-pluvial. 
Les hautes eaux se déroulent au printemps, de mars à mai, ce qui correspond à la fonte des neiges. Au mois de juin, le débit plonge puis se maintient quelque peu en juillet. Dès le mois d'août, le débit baisse fortement à nouveau, ce qui constitue le début de la période des basses eaux. Celle-ci a lieu d'août à février inclus, avec un long plancher de décembre à février, lié au gel de l'hiver. 
Le débit moyen mensuel observé en février (minimum d'étiage) est de 0,05 m3/s (50 litres), soit plus ou moins 0,2 % du débit moyen du mois d'avril (2,64 m3/s), ce qui montre des variations saisonnières d'amplitude extrêmement élevées, typiques des régions arides du sud de la grande plaine de Sibérie occidentale. Ces écarts de débit mensuel peuvent encore être plus marqués d'après les années : sur la durée d'observation de 27 ans, le débit mensuel minimal a été de 0,00 m3/s à de nombreuses reprises, tant en été qu'en hiver, tandis que le débit mensuel maximal s'élevait à 10,2 m3/s en avril 1970.